# Mont Yuelu
Le mont Yuelu (sinogrammes simplifiés : 岳麓山 ; sinogrammes traditionnels : 嶽麓山 ; hanyu pinyin : yuèlǔshān) est situé sur la rive gauche de la rivière Xiang dans la province chinoise du Hunan.

## Géographie
Le mont Yuelu est l'un des 76 sommets des monts Heng du sud et s'élève à 300,8 m d'altitude.